# I Zjazd Podhalan

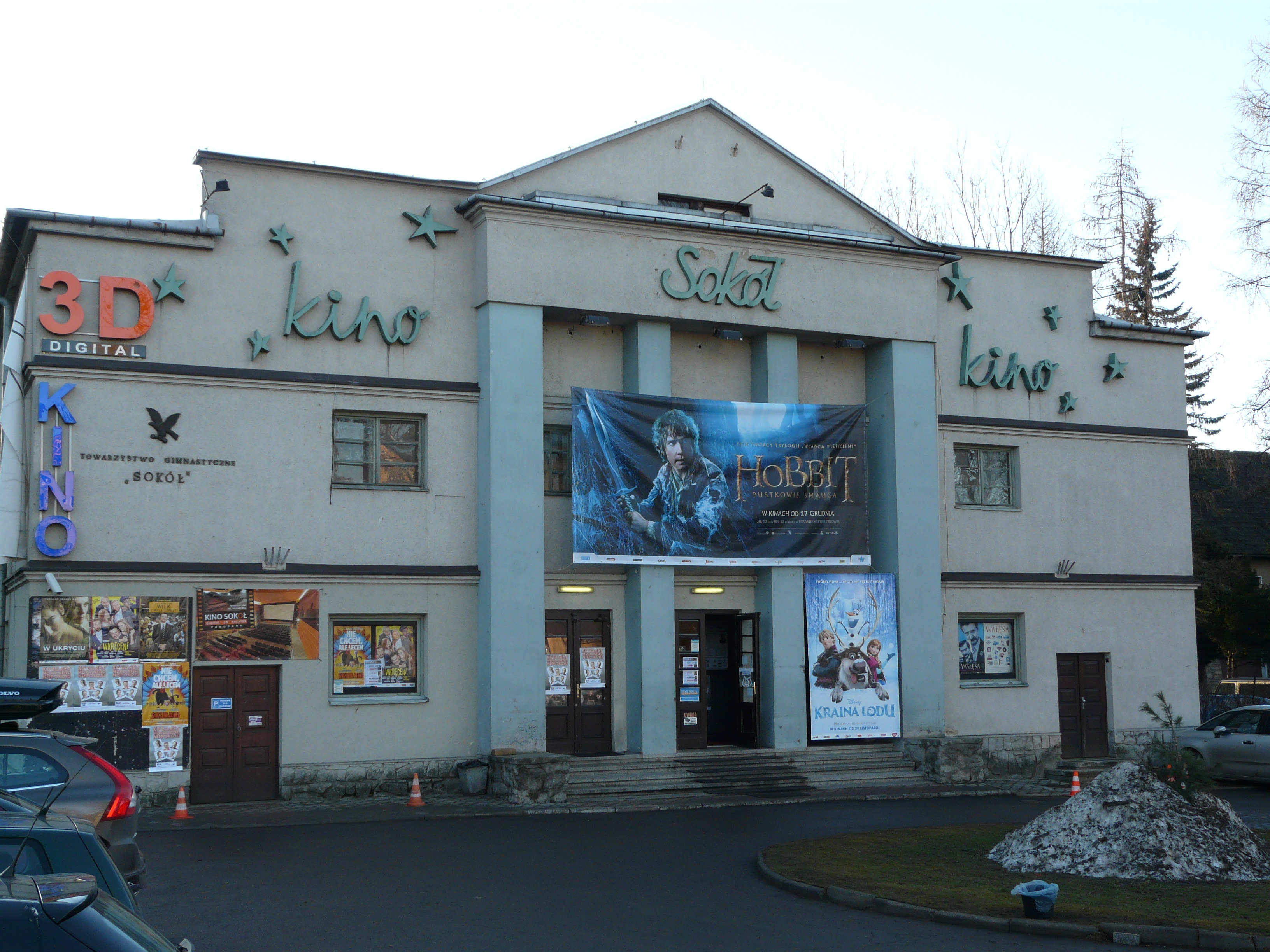
Budynek Towarzystwa Gimnastycznego Sokół w Zakopanem

I Zjazd Podhalan – pierwszy zjazd integracyjny górali podhalańskich, zorganizowany w Zakopanem w 1911 (sala Towarzystwa Gimnastycznego Sokół).
Organizatorem był Związek Górali, z inspiracji Władysława Orkana. Zjazd połączony był z uroczystymi obchodami 25-lecia pracy twórczej Kazimierza Przerwy-Tetmajera oraz odsłonięciem zakopiańskiego Pomnika Grunwaldzkiego (projektu Wojciecha Brzegi).